# Deborah Feldman
Deborah Feldman (Nova York, 17 d'agost de 1986) és una escriptora estatunidenco-alemanya que viu a Berlín. L'any 2012 va publicar la seva autobiografia Unorthodox : l'escandalosa història de com vaig abandonar les meves arrels hassídiques, que explica la ruptura amb el judaisme hassídic i amb la seva comunitat situada a Brooklyn. Inspirada en aquesta obra, l'any 2020 Netflix va produir la minisèrie Unorthodox.

## Biografia
Deborah Feldman va créixer a la comunitat hassídica Satmar a Williamsburg, Brooklyn. Va ser educada pels seus avis, ja que la seva mare va abandonar la religió hassídica i el seu pare patia desordres mentals. La seva llengua materna és l'ídix. Va aprendre l'anglès d'amagat a la biblioteca del barri - fer servir l'anglès està mal vist en el si de la comunitat. De petita Deborah Feldman s'oposà a les regles estrictes de la seva comunitat. Va ser obligada a un casament arreglat amb 17 anys i va ser mare amb 19 anys. L'any 2006 es traslladà amb el seu marit fora de Williamsburg. A més, després de dir-li que volia estudiar negocis per ajudar econòmicament a casa, va estudiar literatura al Sarah Lawrence College. El setembre de 2009, després d'un accident de cotxe, decideix d'abandonar el seu marit i la comunitat hassidídica amb el seu fill, que aleshores tenia 3 anys. Escriu un relat autobiogràfic en un bloc l'any 2012. El mateix any, publica la seva autobiografia, Unorthodox: The Scandalous Rejection of My Hasidic Roots. L'any 2014 Deborah Feldman es trasllada a Berlín, Alemanya, on s'instal·la al barri de Neukölln. Els seus llibres són traduïts a l'alemany i altres llengües. Les dues primeres obres són escrites en anglès. Després escriu en alemany.
Barbara Miller n'ofereix una visió general a Female Pleasure, film que segueix el recorregut de cinc dones a través del món, en lluita pel dret a l'autodeterminació de les dones.
Netflix va adquirir els drets d'Unorthodox i ha produït una mini-sèrie original en quatre parts, parlada en ídix i en anglès, realitzada per l'actriu i realitzadora alemanya Maria Schrader.

## Publicacions
- Unorthodox: The Scandalous Rejection of My Hasidic Roots, Simon & Schuster, 2012
- Exode, Plume, 2014
- Entinnerung, Secession Verlag, 2018